# Kyselina nonadecylová
Kyselina nonadecylová[zdroj?] (systematický název kyselina nonadekanová) je nasycená mastná kyselina s devatenácti atomy uhlíku v molekule. Její soli a estery se nazývají nonadecyláty.
Tuto mastnou kyselinu lze najít v některých tucích a rostlinných olejích. Rovněž je složkou hmyzích feromonů.